# Flogging a Dead Horse
„Flogging a Dead Horse“ е компилация, която включва всички издадени сингли на Sex Pistols. Албумът е издаден от мениджържа на групата Малкълм Макларън и дизайнера Джейми Ред след официалното разпадане на Sex Pistols. Flogging a Dead Horse включва четири сингъла и три би-сайда от албума „Never Mind The Bollocks, Here's The Sex Pistols“, също така 6 сингъла от саундтрака „The Great Rock and Roll Swindle“ и един би-сайд от „My Way“.

## Списък с песни
1. „Anarchy in the U.K.“ – 3:33
2. „I Wanna Be Me“ – 3:06
3. „God Save the Queen“ – 3:21
4. „Did You No Wrong“ – 3:14
5. „Pretty Vacant“ – 3:18
6. „No Fun“ – 6:26
7. „Holidays in the Sun“ – 3:21
8. „No One Is Innocent“ – 3:03
9. „My Way“ – 4:05
10. „Something Else“ – 2:12
11. „Silly Thing“ – 2:53
12. „C'mon Everybody“ – 1:57
13. „(I'm Not Your) Steppin' Stone“ – 3:09
14. „Great Rock 'N' Roll Swindle“ – 4:24